# 여갑순
여갑순(呂甲順, 1974년 5월 8일~)은 대한민국의 사격 선수, 지도자이다. 1992년 하계 올림픽에서 여자 10m 공기소총 종목 금메달을 획득했다.

## 경력
서울특별시 출신으로 이문초등학교를 거쳐 청량중학교 재학 시절 사격에 입문하였다.
서울체육고등학교에 재학 중이던 1992년 바르셀로나 올림픽 여자 10m 공기소총 경기에서 우승이 유력시되던 불가리아의 베셀라 레체바를 제치고 우승하여 금메달을 얻었다. 당시 알려지지 않았던 10대 사격 선수였던 그가 세계적인 레체바를 꺾고 이 대회 첫 번째 금메달을 획득, 그는 더욱 주목을 받은 바 있다.
그 뒤 한국체육대학교에 진학해 졸업하였고, 같은 사격 선수 출신의 김세호와 결혼하여 현재 자녀를 두고 있다.
결혼 후 출산과 가사 등으로 은퇴와 복귀를 반복하다 2004년부터 대구은행 사격단 소속으로 꾸준히 활동하고 있다. 2008년 베이징 올림픽 대한민국 국가대표 선발전에서 한때 선두를 달렸으나, 선발되지 못했다. 그 후로도 계속 선수로 활동하고 있으며, 2012년 하계 올림픽 참가를 목표로 하고 있다.

## 수상

### 개인
- 체육훈장 청룡장(1992년 8월 28일)